# Zvezda (bedrijf)
Zvezda (Russisch: ООО «Звезда», wat betekent "ster") is een Russische fabrikant van plastic schaalmodellen van vliegtuigen, militaire voertuigen, helikopters, schepen en auto's. Het bedrijf reproduceert onder licentie van Tupolev, Kamov, Soechoj en Mikojan (MiG).
Het bedrijf werd opgericht in 1990 door Konstantin Krivenko en begon dat jaar met de verkoop van zijn eerste miniatuurmodel gewijd aan het Sovjetleger. In 1993 verhuisde het bedrijf naar Lobnja (Oblast Moskou). Sindsdien is het uitgegroeid tot de Russische marktleider op het gebied van schaalmodellen.

## Ze ook
- Modelbouw